# Suaeda splendens
Suaeda splendens es una especie de planta halófita perteneciente a la familia Amaranthaceae.

## Descripción
Es una planta anual que alcanza un tamaño de 10-40(70) cm de altura, herbácea, glauco-cristalino, glabra. Tallos generalmente ramificados desde la base, erecto-patentes. Hojas de (5)7-15(20) × 1-2(3)mm, semicilíndricas, con reborde hialino y acumen de 0,5-1,5 mm, a veces caduco, este último en la madurez. Flores de (1,5)2-3,5 mm de diámetro, agrupadas en glomérulos de (1)3-5(7) flores. Piezas del perianto engrosadas, cuculadas. Anteras de 0,5-0,9 mm. Ovario ± globoso. Estigmas 2-3, filiformes, de 0,3-1 mm. Semillas de 0,9-1,4 × 0,7-1,2 mm, con testa areolada, normalmente horizontales. Tiene un número de cromosomas de 2n = 18; n = 9.

## Distribución y hábitat
Frecuente en marismas y saladares y en los litorales de la región mediterránea.

## Taxonomía
Suaeda splendens fue descrita por (Pourr.) Gren. & Godr.  y publicado en Flore de France 3: 30. 1855.
Etimología
Suaeda: nombre genérico que proviene de un antiguo nombre árabe para la especie Suaeda vera y que fue asignado como el nombre del género en el siglo XVIII por el taxónomo Peter Forsskal.
splendens: epíteto latino  que significa "brillante.
Sinonimia
| - Belovia baccifera Moq. - Chenopodina setigera (DC.) Moq. - Chenopodina splendens (Pourr.) Gren. - Chenopodium clemente Spreng. - Chenopodium setigerum DC. - Cochliospermum clementei Lag. | - Salsola setifera Lag. - Salsola splendens Pourr. - Schoberia clementei Steud. - Schoberia setigera (DC.) C.A.Mey. - Suaeda setigera (DC.) Moq. |

## Nombres comunes
- sargadilla, marroquines de Aragón.[7]